# Seznam poljskih letalskih asov druge svetovne vojne
Seznam poljskih letalskih asov druge svetovne vojne je urejen po številu letalskih zmag.
- Stanisław Skalski - 22
- Witold Urbanowicz - 18
- Eugeniusz Chrobaczewski - 16 1/2
- Bolesław Gładych - 16
- Jan Zumbach - 13
- Marian Pisarek - 1